# コピー用紙

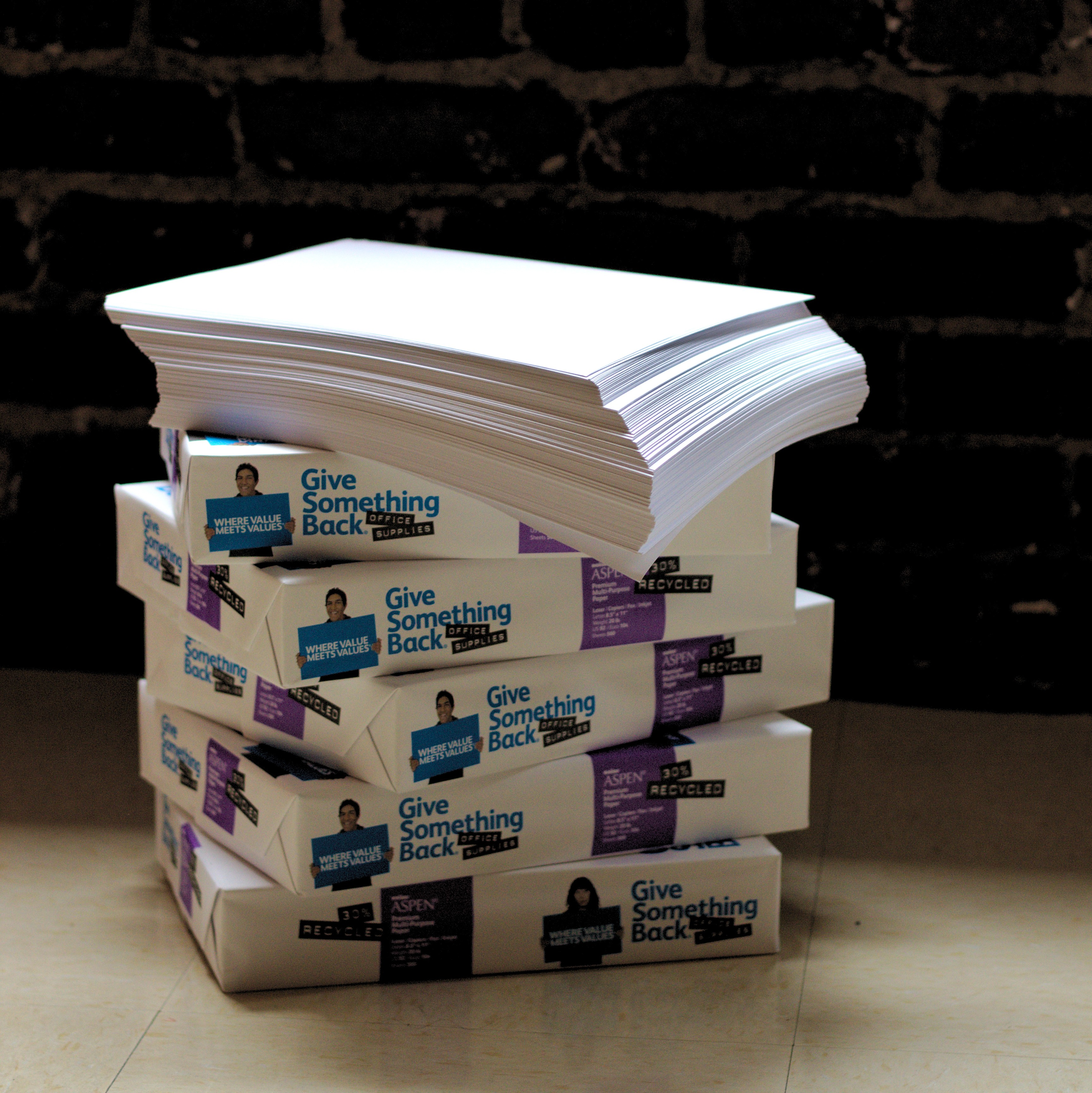
コピー用紙

コピー用紙（コピーようし、copier paper、photocopying paper）とは、複写機で一般的に使用されている用紙である。印刷品質などはあまり高くないが、安価な上に複写機の他にもインクジェットプリンターや、レーザープリンター、熱転写プリンター、普通紙用ファクシミリなど、多くのプリンタにて使用することができるため、それらのための用紙としても広く利用されており、主に文書中心の書類の印刷に使用されている。PPC用紙（PPCはplain paper copierで普通紙複写機の事）、普通紙（plain paper)などとも呼ばれる。コピー用紙には決められたサイズが定められているが、それについては紙の寸法を参照のこと。

## 長所と短所

### 長所
- 価格が安価であるため購入しやすい
- 利用出来る機種が多い

### 短所
- 印刷品質があまり高くないので、画像の印刷には不向きである
- メーカーによって厚みがまちまちな事も多く、また包装紙に用紙の厚みがハッキリと書いていない事も多いため、うっかり厚さの違う物を混ぜて使うと紙づまりや重送（誤って用紙が複数給紙される事）などを起こす事がある
- 耐水性が非常に低いため、湿気を受けると印刷がにじんだり、紙がよれたりしやすい

## 種類
コピー用紙、普通紙としてひとくくりにされるものの、その中にもいくつか特別な物がある。
リサイクルペーパー環境保護を目的とした消費者の為に、古紙パルプを使用したコピー用紙が生産されている。近年ではグリーン購入法対応のため、古紙パルプを70～100%使用した物が多いが、これ以外の配合率のものもある。
両面印刷用紙やや厚手になっていて、インクジェットプリンターにて両面に印刷する事のできる用紙がある。普通のコピー用紙でも両面印刷は全く不可能ではないが、裏にインクがわずかにしみ出してしまう事がある。
カラー用紙紙に色がついている。モノクロ印刷のみでも紙自体に色がついているため、印刷物を目立たせる効果があるが、カラー印刷をすると色調が変化するので注意が必要である。

## その他
- 落書き帳（スケッチブック）や自由帳の大半は、無地であることや1枚ずつ切り離して使うことができるため、コピー用紙の代用（但し紙の質はコピー紙よりは劣る）として使う場合もある。